# Clavatula smithi
Clavatula smithi é uma espécie de gastrópode do gênero Clavatula, pertencente a família Clavatulidae.